# Nguyễn Văn Bảy
Nguyễn Văn Bảy (1936-22 de septiembre de 2019) fue un piloto de combate norvietnamita que se transformó en as durante la guerra de Vietnam volando el MiG-17F al ser acreditado oficialmente con 7 victorias aéreas contra aviones estadounidenses. De los 16 ases de la Fuerza Aérea Popular de Vietnam (FAPV), él junto con Luu Huy Chao y Le Hai son los únicos tres ases de MiG-17 (todos los demás se coronaron ases volando el MiG-21).

## Sus comienzos
Nacido en 1936 en la provincia de Dong Thiap (sur de Vietnam), Nguyen Van Bay se unió al Viet Minh en la lucha contra las tropas coloniales francesas, teniendo para 1953 el rango de oficial. Al enterarse de que el nuevo Ejército Popular Vietnamita necesitaba voluntarios para formar la nueva fuerza aérea, inmediatamente se ofreció.

Cuando fui elegido para ser entrenado como piloto, estaba tan feliz que aún considero ese momento como uno de los más importantes de mi vida. Pienso que la principal razón por la cual yo fui elegido por sobre otros hombres más calificados fue por mi patriotismo y mi buena salud.

Bay fue enviado a China a realizar entrenamiento de vuelo básico en 1960, y al mismo tiempo que tomaba las primeras lecciones de vuelo terminaba la escuela secundaria. Bay era uno de los 36 pilotos que volvió a Vietnam en agosto de 1964, a poco de producirse el Incidente del Golfo de Tonkin, y fue asignado al 921° Regimiento de Caza (RC).

## La guerra de Vietnam

### Primeras victorias
Su debut en combate se produjo el 6 de octubre de 1965, cuando su MiG-17 fue atacado por un F-4, casi seguro el F-4B Phantom II de Dan McIntyre y Alan Johnson, que ese día reclamaron derribar un MiG con un misil AIM-7 Sparrow. Nguyen Van Bay recuerda este misil detonando cerca de su ala izquierda y como este se sacudió y comenzó a vibrar. Aun así se las arregló para llevar su avión de regreso a la base aérea de Noi Bai, cerca de Hanói. Allí encontró 82 agujeros de metralla en su aparato. Poco después de este incidente, fue transferido al recientemente creado 923º RC.
De acuerdo a dos fuentes Van Bay se anotó su primera victoria el 24 de abril del año siguiente un F-4, aunque Estados Unidos no reconoce esta pérdida. Sus primeras victorias confirmadas por el bando contrario ocurrieron el 21 de junio de 1966, cuando volaba como N.º 3 (líder secundario) de un cuarteto de MiG-17F del 923º RC, formado por Phan Thanh Truong (N.º 1, líder), Duong Truong Tan (N.º 2, mumeral del líder) y su numeral Phan Van Tuc (N.º 4, numeral secundario). En ese combate Bay y sus compañeros interceptaron sobre la base aérea de Kep a un RF-8A del Destacamento 19 del VFP-63, escoltado por cuatro F-8E Crusader del VF-211, todos provenientes del portaaviones USS Hancock. En el combate que siguió los pilotos vietnamitas derribaron en forma conjunta al RF-8A No.146830 del Teniente Leonard C. Eastman (según la US Navy, a manos de la antiaérea), y el F-8E No.14952 del Teniente en grado junior Cole Black - ambos tripulantes fueron hechos prisioneros.
Ocho días después, el 29 de junio, cuando cazabombarderos F-105 Thunderchief del 355ª y 388ª TFW atacaron los depósito de combustible en Duc Giang, Hanoi, Nguyen Van Bay de nuevo jugó el papel de líder secundario en el cuarteto de MiG-17 que despegó de Noi Bai para defender la capital. En este caso su numeral fue de nuevo Phan Van Tuc, pero los N.º 1 y N.º 2 fueron Tran Huyen y Vo Van Man. Estos cuatro MiG sorprendieron a un grupo de 12 Thunderchief, y ambos Bay y Phan Van Tuc derribaron uno cada uno sobre Tam Dao - la víctima de Bay parece haber sido el F-105D del coronel Murphy Neal Jones (333º TFS, 355º TFW), quién fue hecho prisionero.

### Primer as de la guerra
El 5 de septiembre de 1966, el experimentado operador de radar y controlador Le Thanh Chon dirigió a Nguyen Van Bay (ese día volando el MiG-17F "Rojo 3065") y su numeral Vo Van Man ("Rojo 3567") hacia un grupo de aviones navales de los EE. UU., que estaban atacando el puente de Phu Ly. Como ambos ya habían demostrado ser agresivos y tenían victorias en su haber (Bay ya tenía 4, y Vo Van Man había derribado un F-105D el 19 de julio) Chon dejó de darles instrucciones y les dejó decidir a ellos mismos como sería el combate (un privilegio solo otorgado a los mejores pilotos). Además, en la FAPV se pensaba que Bay y Vo Van Man tenían un entendimiento casi telepático, ya que anticipaban mutuamente uno las intenciones del otro sin decir una palabra. Los F-8 que escoltaban a los A-4 de ataque aparentemente los vieron y se metieron dentro de una nube, intentando atraerlos a una trampa. Pero Bay y Man rodearon la nube, anticipando por donde saldrían, los sorprendieron y Bay derribó al F-8 con dos ráfagas, utilizando en total seis proyectiles de 37 mm y 16 de 23 mm. Su víctima resultó ser el F-8E No.150896 del Capitán Wilfred Keese Abbott (un piloto de la USAF en un plan de intercambio con la Armada). Vo Van Man reclamó derribar al restante Crusader y de hecho averió al F-8E de Randall Rime, el cual recibió tres impactos de 37 mm, y tuvo que hacer un aterrizaje de emergencia en el portaaviones USS Oriskany. Como esta era la quinta victoria oficial de Bay, de esa manera se coronó como el Primer As de la Guerra de Vietnam.
De todas maneras debe tenerse en cuenta que, dado que su primera victoria en abril de 1966 no está confirmada por los estadounidense, su tanteador en realidad el 5 de septiembre sería de 4 victorias. Su quinta victoria confirmada por los norteamericanos ocurrió poco después, el 16 de septiembre de 1966: ese día a la tarde temprano despegaron cuatro MiG-17 liderados por Ho Van Quy, con el futuro as Luu Huy Chao como N.º 2 y Bay de nuevo como N.º 3. Dirigidos por el control terrestre, se colocaron detrás de un cuarteto de F-4 de la USAF. Al ser detectados por los Phantom norteamericanos, estos últimos lanzaron sus bombas prematuramente, y comenzaron un giro ascendente a la izquierda para enfrentarlos. Irónicamente esto fue un error: si los más veloces F-4 hubieran seguido volando en línea recta, hubieran dejado a los más lentos MiG-17 detrás. Pero en los giros a baja velocidad, el MiG-17 no tenía rival: Nguyen Van Bay pudo acortar la distancia y con dos ráfagas de 37 y 23 mm derribó al F-4C BuNo 63-7643 del 555º TFS, 8ª TFW (el piloto Mayor John L. Robertson desapareció en acción, mientras que el copiloto 1º Tte. Hubert E. Buchanan fue hecho prisionero). Tanto si consiguió su quinta victoria el 5 o el 16 de septiembre, ningún otro piloto vietnamita se convertiría en as hasta el año siguiente, y los estadounidenses no coronarían ningún as hasta el año 1972. Por eso sin lugar a dudas Nguyen Van Bay es el Primer As de la Guerra de Vietnam.

### Héroe Nacional

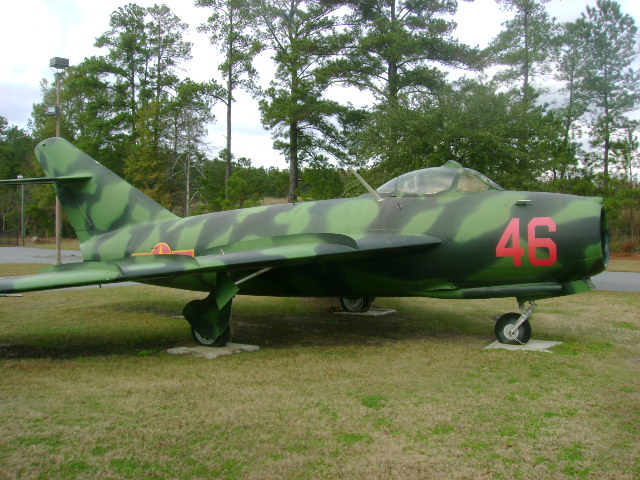
Un MiG-17 norvietnamita similar al volado por Nguyễn Văn Bảy.

Temprano a la mañana del 24 de abril de 1967 el 923º RC recibió la orden de desplegar un cuarteto de MiG-17 al aeródromo de Kien An cerca de Haiphong, anticipando ataques por parte de la Armada de EE UU. Los cuatro pilots de estos MiG eran Nguyen Van Bay, Nguyen The Hon, Ha Bon y Nguyen Ba Dich. Al producirse los esperados ataques, los cuatro MiG interceptaron un grupo de atacantes, y Bay reclamó derribar un F-4, no corroborado por los archivos de pérdidas de la US Navy. Otros dos Phantom contratacaron y lanzaron misiles Sidewinder contra él, pero advertido a tiempo por su numeral Nguyen The Hon, implementó la típica táctica vietnamita contra misiles - girar hacia el misil con un ángulo de alabeo de 70° a 3 o 4 G. Con esta maniobra pudo evitar todos los misiles. Acto seguido Bay contratacó y derribó a uno de los Phantom que lo atacaban - el F-4B No.153000 del Teniente Charles E. Southwick y el Alférez James W. Laing (VF-114, portaaviones USS Kitty Hawk), quienes fueron hechos prisioneros.
Al día siguiente, 25 de abril, a las 13:15 hs de nuevo este cuarteto de MiG-17 despegaron de Kien An para interceptar un grupo de ataque "Alpha" de la US Navy consistente en 24 aeronaves provenientes del portaaviones USS Bon Homme Richard, y Bay junto con sus tres pilotos derribaron a tres de ellos sin pérdidas propias: dos A-4 y un F-8. Los Skyhawk resultaron ser el A-4E No.151102 del Teniente en grado junior A. R. Crebo (VA-212, según la US Navy, abatido por un misil antiaéreo) y el A-4C No.147799 del Teniente Charles D. Stackhouse (VA-76, hecho prisionero). El Crusader es, casi seguro, el F-8C No.146915 del Teniente Comandante E. J. Tucker (VF-24, hecho prisionero, moriría durante su cautiverio), si bien la US Navy lo registra un día antes, y a causa de la antiaérea.
Con semejantes éxitos de su parte, Nguyen Van Bay se transformó en un héroe nacional, el cual almorzaba regularmente con el propio Hồ Chí Minh, y cuyas hazañas aparecían en los titulares de los diarios vietnamitas. Al principio esporádicamente y luego permanentemente, se le prohibió volar misiones de combate para protegerlo, para conservarlo como un símbolo de triunfo.

## Lista de Victorias Aéreas
La siguiente lista resume las victorias aéreas individuales y grupales con las que fue acreditado Nguyễn Văn Bảy, junto con sus posibles víctimas:
| Fecha      | Unidad | Aeronave       | Avión abatido       | Tripulación norteamericana               | Unidad                        | I/G |
| ---------- | ------ | -------------- | ------------------- | ---------------------------------------- | ----------------------------- | --- |
| 24.04.1966 | 923 RC | MiG-17F        | F-4                 |                                          | USAF (**)                     | I   |
| 21.06.1966 | 923 RC | MiG-17F        | RF-8A No.146830     | Leonard C. Eastman (POW)                 | VFP-63, USS Hancock           | G   |
| 21.06.1966 | 923 RC | MiG-17F        | F-8E No.149152      | Cole Black (POW)                         | VF-211, USS Hancock           | G   |
| 29.06.1966 | 923 RC | MiG-17F        | F-105D BuNo 60-0460 | Murphy Neal Jones (POW)                  | 333 TFS, 355 TFW              | I   |
| 05.09.1966 | 923 RC | MiG-17F "3065" | F-8E No.150896      | Wilfred K. Abbott (POW)                  | VF-111, USS Oriskany          | I   |
| 16.09.1966 | 923 RC | MiG-17F        | F-4C BuNo 63-7643   | J.L.Robertson (MIA) - H.E.Buchanan (POW) | 555 TFS, 8 TFW                | I   |
| 24.04.1967 | 923 RC | MiG-17F        | F-4                 |                                          | USN (**)                      | I   |
| 24.04.1967 | 923 RC | MiG-17F        | F-4B No.153000      | C.E.Southwick - J.E.Laing (POWs)         | VF-114, USS Kitty Hawk        | I   |
| 25.04.1967 | 923 RC | MiG-17F        | A-4C No.147779      | Charles D. Stackhouse (POW)              | VA-76, USS Bon Homme Richard  | G   |
| 25.04.1967 | 923 RC | MiG-17F        | A-4E No.151102      | A.R.Crebo                                | VA-212, USS Bon Homme Richard | G   |
| 25.04.1967 | 923 RC | MiG-17F        | F-8C No.146915      | E.J.Tucker (POW/DIC)                     | VF-24, USS Bon Homme Richard  | G   |

(**) = No hay pérdida estadounidense conocida que coincida con este reclamo.
- POW = Prisoner of War, Prisionero de Guerra.
- MIA = Missing in Action, Desaparecido en Acción.
- DIC = Died in Captivity, Muerto en Cautiverio.